# Oltregiogo
 (mai 2019).
Si vous disposez d'ouvrages ou d'articles de référence ou si vous connaissez des sites web de qualité traitant du thème abordé ici, merci de compléter l'article en donnant les références utiles à sa vérifiabilité et en les liant à la section « Notes et références ».
L'Oltregiogo (aussi Oltregiovo ou Oltregioco, Ôtrazovo en ligure) est une région historique qui chevauche la Ligurie et le Piémont.

## Géographie
Elle s'étend sur une partie de l'Apennin ligure au nord de Gênes.
Elle se situe entre la ville métropolitaine de Gênes, la province d'Alexandrie et, dans une moindre mesure, celles de Plaisance et de Pavie. 

## Historique
Ce territoire appartenait à la république de Gênes. 
La ville la plus importante et la plus peuplée est Novi Ligure.